# فرودگاه هور سنت-پیر
فرودگاه هور سنت-پیر (به انگلیسی: Havre Saint-Pierre Airport) یک فرودگاه همگانی باربری با کد یاتا YGV است که یک باند فرود آسفالت دارد. این فرودگاه در کشور کانادا قرار دارد و در ارتفاع ۳۸ متری از سطح دریا واقع شده‌است.

## شرکت‌های هواپیمایی و مقصدهای پروازی
| شرکت‌های هواپیمایی | مقصدهای پروازی                                   |
| ----------------- | ------------------------------------------------ |
| Air Liaison       | بای-کوماو، مون-ژولی، ژان لوساژ شهر کبک، سپت‌ائیلس |